# Галензовський Стефан Петрович
Галензовский Стефан Петрович (нар.1863 — пом. після 1922) — інженер-архітектор і викладач, майстер модерну.

## Біографія
Середню освіту отримав у Варшавському реальному училищі. У 1884-1889 роках навчався в Інституті цивільних інженерів у Санкт-Петербурзі. Для завершення освіти вступив до Імператорської Академії мистецтв (рос. ИАХ), яку закінчив 1891 року. Під час навчання в Академії був двічі нагороджений золотими і срібними медалями. За «Проект готелю в столичному місті» у 1893 році отримав звання класного художника архітектури І ступеня. Після закінчення освіти працював в Імператорській Академії мистецтв викладачем. З 1894 року — член Петербурзького товариства архітекторів. З 1899 року викладав архітектуру в Інституті інженерів шляхів сполучення. З того ж року був членом комітету з будівництва в Москві готелю «Метрополь». У 1910 році керував архітектурним відділом Інституту, 1914 року отримав посаду професора. Крім того, викладав у Технічному інституті та Жіночому політехнічному інституті. Був членом редакційної комісії Товариства архітекторів-художників, входив до Ради редакції журналу «Зодчий». Працював у Музеї Старого Санкт-Петербурга. Займався приватною діяльністю. Як член журі брав участь в організації багатьох архітектурних конкурсів.

## Проекти і споруди
- Надгробний пам'ятник архітектору Миколаю Єфімову, спільно з Іваном Жолтовським (1896-1897, Санкт-Петербург, Новодівоче кладовище);
- Проектування готелю «Метрополь» після пожежі 1901 року, спільно з архітектором Павлом Вісневським та ін. (1901-1905, Москва, Театральна площа, 1);
- Конкурсний проект Ремісничого училища (1900, Полтава);
- Церква Святішого Серця Ісуса (1907-1917, Санкт-Петербург, Вулиця Бабушкіна, 57);
- Житловий комплекс Перцова, спільно з І. О. Претро (1910-1912, Санкт-Петербург, Ліговський проспект, 44);
- Будівництво будинку Музею Міністерства шляхів сполучення (1911-1912, Санкт-Петербург, вулиця Садова, 50).
- Будівля вілли-пансіонату «Ірен» з вежами в готичному стилі, що знаходилась за адресою: Нарва-Йиесуу, Губернаторський проспект 34, Естонія. У віллі-пансіонаті здавалося 20 кімнат. Будівля відома завдяки інформації з рекламної афіші початку ХХ століття, «дивовижним видом на море й обидві річки, пристроями закордонного зразка з усіма зручностями — водопроводом, ванної, електричними дзвінками, розкішними французькими ліжками і кухнею у відомстві найкращого кухаря». Будівля не збереглася.

## Публікації
- Отчёты на запросы по конкурсу проектов здания здравницы в Царском Селе //Зодчий, 1916, вып. 33.
- Отзыв комиссии судей по второму архитектурному конкурсу им. В. А. Шретера, объявленному им. СПб. ОА на застройку территории Тучкова Буяна зданиями для выставок и съездов в СПб. //Зодчий, 1912, вып. 50.
- Отзыв комиссии судей по конкурсу проектов здания здравницы в Царском Селе на 200 кроватей //Зодчий, 1916, вып. 52.
- Отзыв комиссии судей по проекту здания Земского банка Херсонской губернии в г. Одессе //Зодчий, 1915, вып. 15, с 75-79.
- Программа 2 архитектурного конкурса им. Викт. Андр. Шретера на застройку территории Тучкова Буяна зданиями для выставок и съездов //Зодчий, 1912, вып. 32.
- Программа конкурса на переустройство и расширение здания Управы в Петербурге //Зодчий, 1914, вып. 7, с. 82-86.
- Программа конкурса на составление проекта барского дома-особняка в г. Киеве //Зодчий, 1914, вып. 4, с. 74.